# Nueva Rumasa
La Nueva Rumasa fue un entramado empresarial español creado con la vocación de reconstruir lo que era el holding Rumasa antes de su expropiación por el Estado en 1983 cuando contaba con 700 empresas. Nueva Rumasa estaba compuesto por más de un centenar de compañías. La mayoría estaban radicadas en paraísos fiscales y no consolidadas como holding, por lo que no estaban sujetas al control de la administración. Sus áreas de negocio abarcaban la alimentación, las bodegas, el turismo, el sector inmobiliario y la distribución. También figuraban una veintena de hoteles. El germen de Nueva Rumasa se remonta a 1996, cuando, ayudado por sus hijos, el empresario jerezano José María Ruiz-Mateos reinvierte lo que consiguió evadir de la expropiación de Rumasa para crear la nueva marca de la abeja. Nueva Rumasa decía tener 10 000 empleados, cifra que los sindicatos rebajan a 6000 y un valor patrimonial de 5900 millones de euros, tasación que también los expertos ponen en duda.

## Diferencias con Rumasa
Nueva Rumasa, a diferencia de la Rumasa original, no era un holding (una empresa que posee la mayoría de las acciones de otras) sino un grupo de empresas que se gestionan coordinadamente pero sin dependencia financiera. Además, la familia Ruiz-Mateos ha evitado adquirir bancos y compañías de seguros.

## Empresas y marcas
La empresa se componía de varias divisiones:
- El Grupo Dhul, forma la división alimentaria, donde destacan las marcas Carcesa (con Apis y Fruco),[3] Dhul, Clesa, Elgorriaga, Royne[4] o Trapa.[5]
- La división de bodegas y bebidas fabrica vino, ron, ponche, jerez o brandy, entre otros.[6]
- Subsidiarias dedicadas a la distribución,[7]
- Cadena de 18 hoteles,[8]

## Situación económica en 2011
Nueva Rumasa tiene una deuda de 700 millones de euros con 23 instituciones de la banca, los acreedores y los organismos públicos. La mayor parte de la deuda corresponde a Clesa y a Dhul, que juntas suman un negativo de 434 millones de euros. De hecho, Clesa está inmersa en un expediente de regulación de empleo y los trabajadores llevan meses denunciando que no cobran. Los bancos con los que más deuda tienen estas sociedades, el Royal Bank of Scotland y el Banco Santander, han apremiado a la familia Ruiz-Mateos a satisfacer buena parte de lo debido, procediendo al embargo de bienes y propiedades para cubrir los impagos.
Desde el año 2009, Nueva Rumasa venía captando financiación de pequeños inversores mediante emisiones de pagarés que, con un importe mínimo de 1200 euros, se comprometía a devolver con un 8 % de rentabilidad anual. La empresa aseguró que 5000 inversores habían confiado en la compañía desde entonces, pese a que la Comisión Nacional del Mercado de Valores (CNMV) advirtiera hasta en siete ocasiones del riesgo que ello representaba. “Las emisiones de pagarés de Nueva Rumasa no han sido inscritas en el Registro Mercantil, lo que supone, sin perjuicio de otras posibles consecuencias, que no han sido objeto de revisión y calificación por un Registrador Mercantil”, decía en uno de sus comunicados la CNMV.

### Aplicación de la ley concursal en 2011
En febrero de 2011, sus 10 mayores empresas se acogieron a la ley concursal para tratar de evitar una inminente suspensión de pagos.

### Venta de Nueva Rumasa en 2011
Back in Business ha formalizado la compra del grupo Nueva Rumasa, propiedad de la familia Ruiz-Mateos y actualmente en concurso de acreedores, en una operación valorada en 1500 millones de euros, el pasivo que actualmente soportan las empresas del grupo.

### Apertura de juicio oral a 15 acusados por el caso Nueva Rumasa
En 2017 el juez de la Audiencia Nacional, José de la Mata, acordó la apertura de juicio oral por delitos de estafa agravada, blanqueo de capitales, alzamiento de bienes y contra la Hacienda pública contra seis hijos del empresario José María Ruiz-Mateos, Ángel de Cabo y otras ocho personas por el denominado «caso Nueva Rumasa». Además, señala a 57 empresas como responsables civiles subsidiarias y a nueve personas en calidad de partícipes a título lucrativo.
El 30 de mayo de 2025 la Audiencia Nacional falló en contra de ellos, condenando a siete años y cuatro meses de cárcel a los seis hijos de Ruiz-Mateos por la estafa.